# Ternstroemia cleistogama
Ternstroemia cleistogama là một loài thực vật thuộc họ Theaceae. Đây là loài đặc hữu của Ecuador. Môi trường sống tự nhiên của chúng là vùng núi ẩm nhiệt đới hoặc cận nhiệt đới.